# Gilberto Bosques

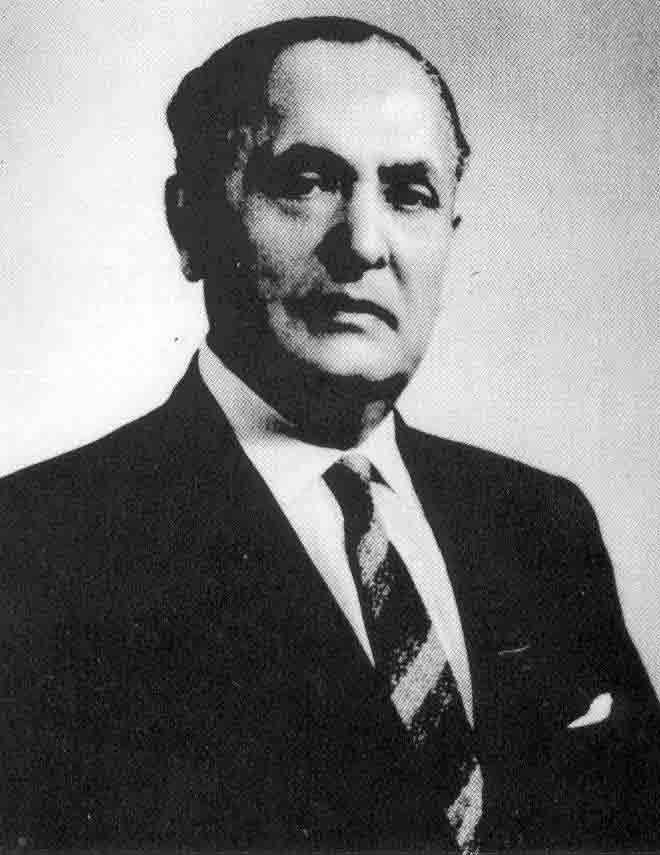
Gilberto Bosques

Gilberto Bosques Saldívar (Chiautla de Tapia, 20 juli 1892 - Mexico-Stad, 4 juli 1995) was een Mexicaans diplomaat. Bosques was vooral bekend omdat hij als consul in Vichy-Frankrijk duizenden personen, voornamelijk Joden en Spaanse republikeinen, van de Holocaust wist te redden door hun visa voor Mexico te geven.
Bosques was afkomstig uit de staat Puebla. Tijdens de Mexicaanse Revolutie raakte hij betrokken in de politiek en werd gekozen in het Congres van Puebla en later in het Congres van de Unie. In 1939 werd hij door president Lázaro Cárdenas del Río tot consul in Marseille benoemd. Korte tijd na zijn aankomst werd Frankrijk overrompeld door nazi-Duitsland en het Vichy-marionettenbewind geïnstalleerd.
Bosques huurde twee chateaux in Marseille om Joodse, republikeinse en andere vluchtelingen onder te brengen terwijl hij uitreisvisa verzorgde. Aangezien het Mexicaanse consulaat het gebouw waarin het was gevestigd moest delen met Spanje en Japan werd Bosques voortdurend tegengewerkt. Met de Vichy-regering kwam Bosques overeen alle in Vichy-Frankrijk woonachtige republikeinse vluchtelingen uit de Spaanse Burgeroorlog de Mexicaanse nationaliteit te geven.
Na de bezetting van het Vichy-gebied door Duitsland werden Bosques, zijn familie en zijn medewerkers door de Gestapo gearresteerd en in Bad Godesberg als krijgsgevangenen geïnterneerd. In 1944 werden zij vrijgelaten en konden terugkeren naar Mexico, dat in ruil daarvoor verschillende Duitse gevangenen vrijliet.
Na de oorlog was Bosques ambassadeur in Portugal, Finland en Zweden. Hij was ambassadeur in Cuba toen daar de Cubaanse Revolutie plaatsvond. Bosques heeft, als enige Mexicaan, de onderscheiding 'Rechtvaardigen onder de Volkeren' ontvangen van Jad Wasjem en zijn naam is ingeschreven in het Jad Wasjem-museum. 
Gilberto Bosques overleed midden 1995 op 102-jarige leeftijd in Mexico-Stad.